# Vera Cruz (Portel)
Vera Cruz es una freguesia portuguesa del concelho de Portel, con 44,58 km² de superficie y 456 habitantes (2001). Su densidad de población es de 10,2 hab/km².